# Antonio Catalán Díaz
Antonio Català Díaz (Corella, Navarra, 25 de juny de 1948) és un empresari espanyol dedicat a l'hostaleria. Va crear la cadenes hoteleres NH Hotels que va vendre i posteriorment AC Hotels-AC by Marriot.

## Biografia
Antonio Català és llicenciat per l'antiga Escola de Comerç de la Universitat Pública de Navarra. La seva carrera professional s'ha desenvolupat en el sector de l'hostaleria. La seva primera experiència econòmica va ser portar la gestió d'una gasolinera propietat del seu pare.
En 1977, amb 29 anys, va obrir el seu primer hotel, el Ciudad de Pamplona, sobre el que va constituir la cadenes hotelera nacional i internacional NH Hotels.
En 1997, després de discrepàncies amb l'administració del grup, abandona NH venent totes les seves participacions als accionistes italians, per un total de 12.000 milions de pessetes (70 milions d'Euros). Després de la venda, va emprendre el nou projecte hoteler AC Hotels; una cadena hotelera composta en la seva majoria per hotels de 4 i 5 estels que són del 100% de la propietat d'empresa matriu AC.
L'any 2011 va vendre un 50% d'AC a Marriott per 80 milions d'euros. AC by Marriott compta amb més de 140 hotels oberts o en projecte a tot el món.
Català Díaz és membre del Consell Assessor Universitari de la Universitat Europea de Madrid i màster Honoris causa per IEDE, Escola de Negocis. En diverses ocasions s'ha mostrat crític amb el procés sobiranista català.